# Ortolana d'Assisi
Ortolana Fiumi (XII secolo – prima del 1238) è stata una religiosa italiana, venerata come beata dalla Chiesa cattolica.

## Biografia
Di famiglia nobile, apparteneva alla nobile famiglia dei Fiumi, è stata una monaca appartenente all'ordine di Santa Chiara (clarisse). Fu la moglie di Favarone di Offreduccio degli Scifi, nonché la madre di santa Chiara di Assisi e sant'Agnese di Assisi. Diventò monaca dopo la morte del marito, ritirandosi nel monastero di San Damiano.
I resti della beata Ortolana riposano vicino ai corpi delle figlie Chiara, Agnese e Beatrice, nella chiesa di Santa Chiara ad Assisi.